# 나 도브레 이 나 즈웨
《나 도브레 이 나 즈웨》(폴란드어: Na dobre i na złe→선과 악을 위해)는 1999년부터 현재까지 방영 중인 폴란드의 연속극이다.